# Andrzej Wat
Andrzej Wat (ur. 23 lipca 1931 w Warszawie,  zm. 10 grudnia 2021 w Paryżu) – polski historyk sztuki, autor rozpraw naukowych i książek o Janie Lebensteinie, popularyzator twórczości Augusta Zamoyskiego.

## Życiorys
Andrzej Wat był synem pisarza Aleksandra Wata i Pauliny Wat. W czasie II wojny światowej przebywał z rodzicami we Lwowie. W kwietniu 1940 razem z matką został wywieziony do Kazachstanu. Wrócił wraz z rodzicami do Polski w 1946. 
Ukończył historię sztuki na Uniwersytecie Warszawskim. Na studiach zaprzyjaźnił się z Jerzym Kosińskim. Następnie wyjechał do Paryża, gdzie mieszkali jego rodzice. Wspomagał Konstantego Jeleńskiego przy publikacji francuskiej antologii polskiej poezji. 
Z okazji setnej rocznicy urodzin Augusta Zamoyskiego (1993), doprowadził do retrospektywnej wystawy twórczości rzeźbiarza w Warszawie, Krakowie i Poznaniu. W 1993 wspólnie z Grzegorzem Dubowskim napisał scenariusz i wyreżyserował film telewizyjny Augusta Zamoyskiego odkrywanie sztuki.
Mieszkał w Paryżu przy rue des Ecoles.